# Поступ (львівська самвидавна газета)

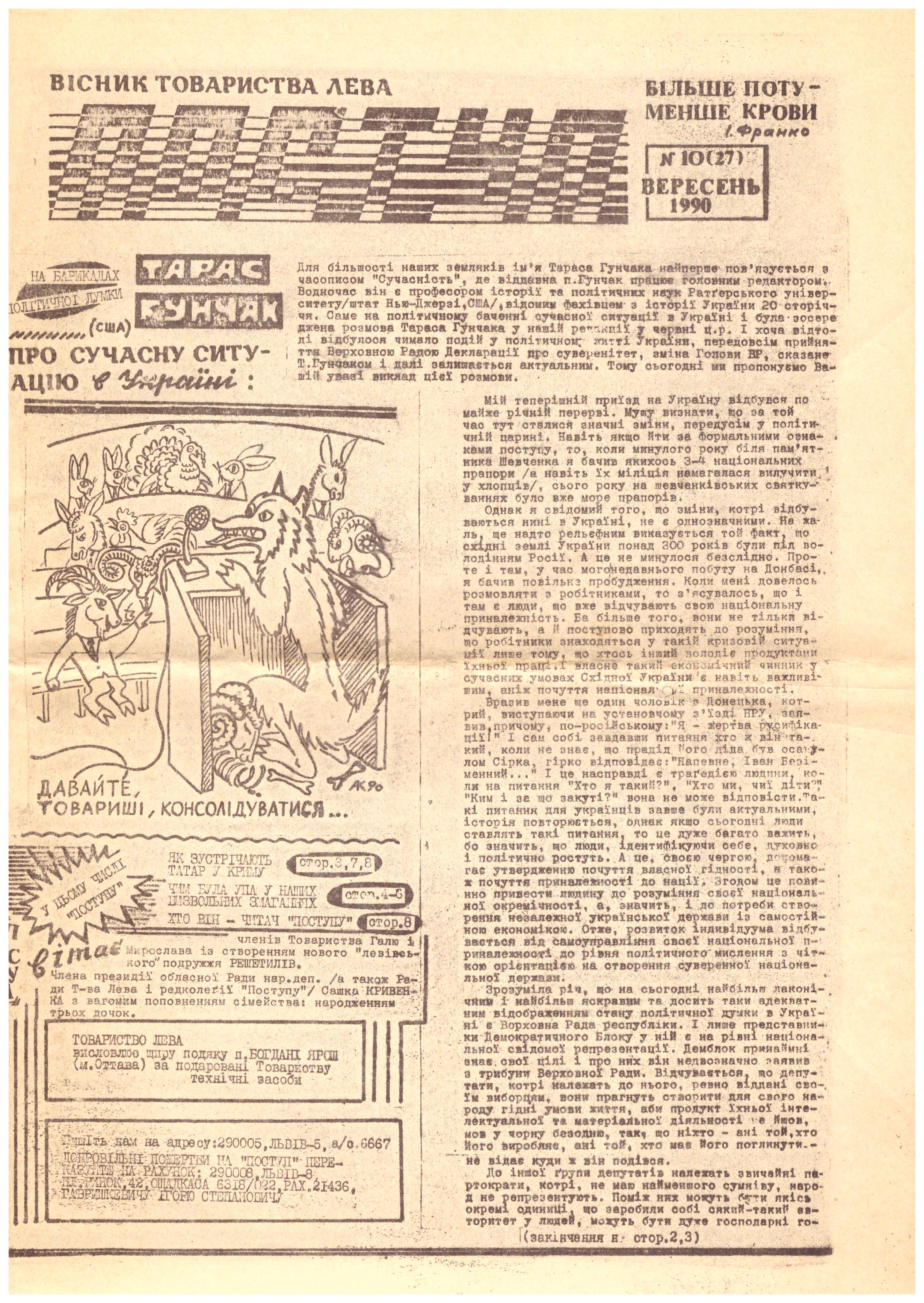

Поступ — самвидавний інформаційний вісник Товариства Лева. Виходив з квітня 1989 до липня 1990 у Львові.
Спершу — щомісячник, згодом — двотижневик, тижневик.
Девіз — слова Івана Франка: «Більше поту — менше крови!».
Навесні 1991 року у продовження самвидавної газети, за сприяння Фонду «Молода Україна», вийшов уже офіційно зареєстрований суспільно-політичний часопис (головний редактор — Володимир Панкеєв), а зі серпня того ж року — «Post-Поступ», який з перервами виходив до 1995, а з 2006-го відновлений новим складом редакції під проводом Ю. Винничука.

## Виготовлення та друк
Колонки видруковувались на «портативній» друкарській машинці, а склеєний макет переправявся в Литву. Тиражування відбувалося (крім останніх чисел) у Вільнюсі за сприяння Литовського руху за незалежність «Саюдіс». Видрукувані газети різні кур'єри в торбах і наплечниках поїздами перевозили назад до Львова, щоб уникнути арешту водночас усього накладу. Такі випадки траплялись, однак «органам» справді не вдавалось конфіскувати весь тираж, а перевізників відпускали без поважних наслідків. У кращі часи наклад сягав кількох десятків тисяч примірників, був поширюваний по всій Україні.

## Редакція
Головний редактор — Олександр Кривенко. До видавничого гурту входили переважно активісти Товариства Лева: Ігор Марков, Тарас Стецьків, Роман Турій, Ігор Гринів, Володимир Павлів, Андрій Квятковський, Ігор Коліушко, Орест Друль, Сергій Бадік, Святослав Пахолків, Ярослав Рибак, Микола Сварник.
З редакцією самвидавного «Поступу» співпрацювали Михайло Косів, Михайло Осадчий, Олег Покальчук, Ігор Гавришкевич, Валентин Стецюк.

## Додатки
Редакція самвидавного «Поступу» випускала також додатки: «Скарбниця», «Світ дитини», а ще кілька книжечок кишенькового формату в серії «Історична бібліотека „Поступу“» (відповідальний редактор — Ярослав Грицак).
Деякий час редакція випускала дайджест новин, який компонував історик Ігор Підкова.
В липні 1990 року редакція спільно з журналами «Пам'ятки України» та «Старожитності» випустила російськомовний дайджест найкращих статей.